# 富山市立岩瀬小学校
富山市立岩瀬小学校（とやましりつ いわせしょうがっこう）は富山県富山市にある公立小学校。

## 概要
現在の校舎は鉄筋コンクリート造2階建て延床面積約3,500m2。一部に太陽光発電やソーラー温水を取り入れるなど、環境へも配慮している。また、岩瀬公民館、岩瀬地区センター、富山市立図書館岩瀬分館も併設されている。

## 沿革
個別に出典が提示されていない箇所の出典→。
- 1873年3月1日 - 松原町の元新川郡御郡所（治局舎内）にあった十村相談所を修理して校舎とし[5]（階下71坪、階上8坪[6]）、岩瀬小学校（二百十八番小学校）創立。
- 1888年4月1日 - 現在地に洋館風の建物2階建て[6]の校舎新築。西宮小学校と岩瀬小学校の2校に分かれる。
- 1892年9月 - 2校を合併し。岩瀬尋常高等小学校と改称。
- 1901年2月 - 尋常科、高等科を分離2校とし、岩瀬高等小学校と改称。
- 1908年3月1日 - 尋常科を男子校、高等科を女子校とし、共に尋常科、高等科を併置。
- 1909年10月1日 - 校歌を制定（現在の校歌は男子校のもの）。
- 1913年4月1日 - 男女両校を合併し、東岩瀬尋常高等小学校と改称。
- 1915年4月1日 - 東岩瀬町立幼稚園を併置[7]。
- 1916年4月1日 - 御大典記念事業として[8]、実業補習学校を併置。
- 1926年3月7日 - 午後11時10分頃[9]、小学校が5棟中3棟が焼失（前日の3月6日に火祭りを行い消防の防火宣伝が行われた矢先の出来事であった）。当時は失火とされていたが、数年後に放火と判明している[8]。
- 1927年11月11日 - 校舎一部改築、富山県内最初[10]の鉄筋コンクリート校舎（3階建、建築設計は阿部美樹志、工事は飛島組[11]）および講堂が竣工。
- 1936年4月1日 - 岩瀬実業青年学校が昇格した東岩瀬町立岩瀬商業学校（2種、富山県立富山北部高等学校）が当校を間借りして開校[11]。
- 1939年 - 校旗、校訓、校章制定。
- 1940年9月1日 - 富山市立岩瀬尋常高等小学校と改称。
- 1941年4月1日 - 富山市岩瀬国民学校と改称。
- 1947年4月1日 - 富山市立岩瀬小学校と改称。
- 1954年
  - 4月1日 - 一部生徒を新設の富山市立萩浦小学校に分離。
  - 5月21日 - 同校で日本開国百年記念港まつり式典が開催される[12]。
- 1958年5月2日 - 優良こども郵便局として郵政大臣から表彰を受ける[13]。
- 1960年4月1日 - 特殊学級設置。
- 1964年7月17日 - プール竣工[14]。
- 1969年
  - 3月31日 - 改築校舎（本館）完成。
  - 6月5日 - 小学校改装工事および岩瀬幼稚園の新園舎完成により竣工式を挙げる[14]。
- 1970年
  - 3月3日 - 放送施設設備完備。
  - 3月20日 - 本館の改装工事完了。
- 1977年4月11日 - 体育館落成。
- 2003年9月2日 - 新校舎竣工（事業費は約10億9,000万円）[2]。

## 通学区域
岩瀬赤田町1区～2区、岩瀬荒木町、岩瀬入船町、岩瀬梅本町、岩瀬大町、岩瀬御蔵町、岩瀬表町、岩瀬祇園町、岩瀬古志町、岩瀬古志町1区、岩瀬諏訪町、岩瀬萩浦町、岩瀬文化町、岩瀬松原町、岩瀬港町、岩瀬古志町1区、岩瀬幸町、岩瀬堺町、岩瀬新町1区～2区、岩瀬神明町、岩瀬天神町1区～2区、岩瀬土場町、岩瀬仲町、岩瀬新川町1区～2区、岩瀬白山町1区～2区、岩瀬福来町

## 進学先
- 富山市立岩瀬中学校

## 周辺
- 富山県道1号富山魚津線

## 交通アクセス
- 富山地方鉄道富山港線東岩瀬駅より徒歩約10分